# Slatina (Kladnói járás)
Slatina település Csehországban, a Kladnói járásban. Slatina Olovnice, Koleč, Třebusice, Blevice, Neuměřice, Otvovice, Kamenný Most és Zvoleněves településekkel határos. Lakosainak száma 635 fő (2024. január 1.).

## Népesség
A település lakosságának változását az alábbi diagram mutatja:
| Lakosok száma | 530  | 615  | 688  | 545  | 503  | 403  | 588  | 623  | 632  | 635  |
|               | 1869 | 1890 | 1921 | 1950 | 1980 | 2001 | 2017 | 2019 | 2022 | 2024 |